# Односи Србије и Црне Горе
Односи Србије и Црне Горе су инострани односи Републике Србије и Црне Горе.

## Историја односа

### Пад под турску власт у 15. веку
Црна Гора је била дио Српске деспотовине, све док није освајањем југа Србије (доцније под називом Стара Србија) од стране Османлија 1455. године, одвојена од остатка земље. У то вријеме била је под влашћу Бранковића. Из ове диобе потиче настанак двије одвојене државе - савремене Србије и Црне Горе, које су биле одвојене више од три и по вијека, што је довело до стварања извјесних разлика међу њима, али и очувавања постојећих духовних и културних истовјетности. Црнојевићи су добро осјетили турску најезду и окренули се Венецијанској републици за заштиту. Србија је коначно окупирана од стране Османлија падом Смедерева у вријеме Котроманића 1459. године, а правно је у потпуности опстанак њених династа и велможа у Угарској престао 1537. године. Црна Гора је наставила да живи као посљедњи неосвојени дјелић старе српске средњовјековне монархије, чувајући њене култове и насљеђе, све до 1496. године, када пада под контролу Османског царства, које је и формално укида 1499. године и присваја Скадарском санџаку.

### Обнова Србије и односи са Црном Гором
Првим српским устанком почиње процес стварања српске државе центриран у шумадијским крајевима под вођством Ђорђа Петровића Карађорђа, и одмах по избијању и ту почињу планови о границама обновљене српске државе. 1809. године српски устаници побуђују велики дио данашње Црне Горе, знатно већи него што је тада и био слободан, дижући и Васојевиће на буну.
У та времена буђења националне свијести, одвија се и црногорско национално буђење али под српским именом.
Најочигледнији корак ка уједињењу Србије и Црне Горе у једну државу су направљени склапањем Тајног споразума од 27. септембра 1866. У ту сврху влада Србије је послала Милана Пироћанца по споразуму на Цетиње.

#### Ослободилачки ратови (1876—1878)
Књажевство Србија и Књажевина Црна Гора су заједно на Видовдан 1876. прогласиле Турској рат у којем се дошло до међународног признавања независности и територијалног проширења две државе на Берлинском конгресу 13. јула 1878. Али се није дошло до жељене заједничке границе.

### Односи Краљевине Србије и Црне Горе
Књаз Никола I Петровић је посјетио Београд на Видовдан 1896. Краљ Александар Обреновић је наредне 1897. посетио Цетиње на крсну славу Петровића Ђурђевдан.
У спољној политици, односи између Црне Горе и Србије су тас на ваги политичких струјања и у самој Црној Гори, у тзв. уставном периоду. Тај период у политици Црне Горе су обележили прогони политичких противника, монтирани судски процеси и афере.
Поводом проглашења Црне Горе за краљевину на Цетиње је допутовала и делегација Србије на челу са престолонасљедником Александром Карађорђевићем, краљевим унуком. У делегацији краљевине Србије налазио се и генерал Степа Степановић, командант 9-ог пешадијског пука који је носио име књаза Николе I Петровића Његоша.
У Задужбину краља Петра I на Опленцу пренета је 15. марта 1912. Љубица (Зорка) Карађорђевић.

#### Ослободилачки ратови (1912—1918)

##### Балкански ратови
Краљевина Црна Гора и Краљевина Србија су били савезници у Првом балканском рату, коначном рату за ослобађање од турске власти на Балкану. У том рату је успостављена заједничка граница између две државе
Црна Гора је такође била у савезу са Србијом против Бугара у Другом балканском рату. Она је послала помоћ од 12000 људи, од којих је српска Врховна команда, после допуне артиљеријом и осталим потребним деловима, образовала Црногорску дивизију.
После Балканских ратова 1913. Краљевина Србија уступа Пљевља Краљевини Црној Гори.

##### Први свјетски рат
Краљевина Црна Гора је објавило рат Аустроугарској 5. августа 1914.
Аустроугарска војска први пут је ушла и окупирала Пљевља на Преображење 19. августа 1914, потом је заузела Пријепоље и продужила ка Сјеници да гони српску војску. Падом Пљевља настала је велика криза на овом дијелу српско-црногорског ратишта. Од пораза Црну Гору је спасила побједа српске војске на Церу и на Јадру, послије које се аустроугарска војска из Рашке области повукла у Босну.
Српски генерали Божа Јанковић и Петар Пешић су били начелници штаба црногорске Врховне команде.
Зиме 1915/1916. српска војска се након тројне инвазије на Србију повлачи преко Црне Горе и Албаније на грчко острво Крф.

###### Ослобођење Црне Горе 1918.
Црногорски комити који су од 1916. до 1918. водили борбу против аустроугарске окупације су се придружили српским трупама у ослобођењу Црне Горе 1918. и црногорском уједињењу са Србијом, док је мањина 1918. наставила комитску борбу у циљу обнове Црне Горе као државе.
Српске трупе су преко црногорске територије укорачиле и на тло Аустроугарске ушавши и заузевши цијелу Боку Которску.
После ослобођења у Подгорици се састаје изабрана скупштина која проглашава збацивање црногорске династије Петровић у корист династије Карађорђевић и проглашава присаједињење Црне Горе Краљевини Србији.

### Унутар Југославије
Црна Гора је са Србијом била у саставу исте државе у раздобљу од 1918. до 2006.
Федерализацијом Југославије под комунизмом Црна Гора и Србија су конституисане као две засебне републике.
1992. Србија и Црна Гора одлучиле су ипак да чувају југословенску државу. Донесен је устав са снажним конфедералним елементима.

### Односи Републике Србије и Црне Горе
Црна Гора је приступила НАТО пакту 2017.
Обе државе воде политику приступања ЕУ где обе државе имају статус кандидата за чланство.

## Билатерални односи
Србија и Црна Гора су успоставили званичне дипломатске односе 22. јуна 2006. године.
Спорови између српске и црногорске културе настали су из политичких и државних разлога. Културолошки ништа не разликује Србије и Црногорце, осим политичке историје.
16. октобра 2016. поводом парламентарних избора у Црној Гори 20 држављана Србије је приведено због сумње да припремају терористички напад у Црној Гори укључујући бившег команданта Жандармерије Србије Братислава Дикића.

### Отворена питања

#### Косово и Метохија
Црна Гора је признала једнострано проглашење независности Косова.
Црна Гора је гласала за пријем Косова у УНЕСКО 2015.

#### Питање двојног држављанства у Црној Гори
Ни после десет година од мајског референдума и разлаза Подгорице и Београда, питање двојног држављанства оптерећује две државе, јер су Црна Гора и Србија на различите начине законски регулисале ту област. Ово питање годинама је предмет полемика, пошто се Влада Црне Горе одлучила за рестриктиван закон којим се чува "ексклузивитет". С друге стране, прописано је да "обични грађани", који су стекли услове и већ дуго живе и раде у Црној Гори пре добијања црногорског држављанства обавезно морају да се одрекну претходног држављанства. Коначно, Подгорица, није пристала да у закон унесе Могућност двојног држављанства које је, нарочито, интересовало све који су хтели да имају српско.

#### Положај Српске православне цркве у Црној Гори
Непостојање званичне стратегије Владе Црне Горе о односима са црквама и вјерским заједницама, и као најспорније у свеукупним односима државе са црквама и вјерским заједницама у Црној Гори апострофирано је питање положаја Митрополије и епархија Српске православне цркве, које имају канонско утемељење, легитимитет и признање и континуитет правног субјективитета, и тзв. „Црногорске православне цркве“, коју је, „мимо свих канонских прописа Православне Цркве, 2000. године основала група грађана“

#### Положај српског језика и ћирилице у Црној Гори
У Црној Гори Срби немају пуно право на школовање на свом језику. После преговора 2011. постигнут је договор о називу наставног предмета у образовном систему – наставни предмет у школама зове се „Црногорски-српски, босански, хрватски језик и књижевност“. Међутим, договор о језику није у потпуности операционализован. Док се рад Комисије за израду програма за наставни предмет црногорски-српски, босански, хрватски језик одуговлачи, што представници српске стране у Комисији оцењују планским задржавањем statusа quo „како се у школама ништа не би мењало и деца наставила да уче искључиво на црногорском језику“, односно како би се заобишао принцип равноправности језика.
Без обзира на то што Устав Црне Горе чланом 13 ћирилично и латинично писмо ставља у равноправан положај, ћирилица је у Црној Гори готово у потпуности изопштена из државног и административног комуницирања.

### Посете високих званичника
- Посете Председника Републике Србије:
  - 21. јула 2015. реализована је радна посета председника Републике Србије Томислава Николића Црној Гори.
  - 18. јануара 2013. Председник Томислав Николић боравио је у радној посети Црној Гори,
- Посете Предсједника Црне Горе:
  - 13. јула 2016. Филип Вујановић се у Београду састао са председником Србије Т. Николићем, којом приликом су заједно отворили „Црногорску кућу".
  - 2. и 3. јуна 2015. реализована је радна посета председника Црне Горе Филипа Вујановића.
  - 29. маја 2014. Председник Црне Горе Филип Вујановић посетио је Србију.
- Посете Предсједника Владе Црне Горе:
  - 3. и 4. фебруара 2017. Душко Марковић је био у дводневној посети Србији.
  - 16. децембра 2014. Мило Ђукановић је учествовао на Самиту Кине и земаља централне и источне Европе у Београду.
  - 31. октобра 2014. Мило Ђукановић је учествовао на Трилатералној комисији у Београду.
  - 9. и 10. децембра 2013. Председник Владе Црне Горе Мило Ђукановић посетио је Србију.
  - 30. маја 2013. Председник Владе и МВПЕИ Црне Горе Игор Лукшић посетио је Републику Србију.
- Посета Председника Владе Републике Србије:
  - 20. септембра 2013. Председник Владе Ивица Дачић боравио је у посети Црној Гори.
- 20. октобра 2014. Председник Народне скупштине Републике Србије Маја Гојковић посетила је Црну Гору.
- 11-12. јула 2013. Председник Скупштине Црне Горе Ранко Кривокапић боравио је у посети Србији.
- Посете појединих министра:
  - 3. и 4. децембра 2015. Потпредседник Владе и министар иностраних послова и европских интеграција Црне Горе Игор Лукшић учествовао је на Министарском савету ОЕБС у Београду.
  - 18. фебруара 2015. у функцији председавајућег ОЕБС, први потпредседник Владе и министар спољних послова Ивица Дачић посетио је Црну Гору.
  - 26. октобра 2014. Потпредседник Владе и министар иностраних послова и европских интеграција Црне Горе Игор Лукшић учествовао је на Конференцији Западни Балкан - ЕУ у Београду.
  - 17. јуна 2014. Потпредседник Владе и министар иностраних послова и европских интеграција Црне Горе Игор Лукшић посетио је Србију.
  - 19. априла 2013. Министар спољних послова Иван Мркић боравио је у посети Црној Гори.

### Економски односи
Србија остварује значајан суфицит у робној размени са Црном Гором.
- Робна размена је у 2018. години износила 976 мил. $ (извоз 905 - увоз 71)
- Робна размена је у је 2019. износила 959 мил. $ (извоз 881 - увоз 78)
- Робна размена је у 2020. години износила 858,4 мил. $ (извоз 784,5 - увоз 73,8)[14][15]

Србија је један од најважнијих економских партнера Црне Горе. Постоји обострана заинтересованост за унапређење економске сарадње и за реализацију заједничких инфраструктурних пројеката (реконструкција пруге Београд-Бар и изградња аутопута Бар-Београд), као и у енергетици (слив Дрине, река Комарница), а могући извори финансирања би били фондови ЕУ. Други састанак МК за економску сарадњу одржан је у Београду, 2. марта 2015. године.
Значајан број држављана Црне Горе живи и ради у Србији, првенствено у Београду, и обратно држављани Србије живе и раде у Црној Гори посебно у летњој туристичкој сезони.

#### Туризам
- У 2012. години у Црној Гори је боравило 337 245 туриста из Републике Србије, који су остварили 2 353 370 ноћења.
- У 2011. години у Црној Гори је боравило 299 617 туриста из Републике Србије, који су остварили 2 109 159 ноћења.
- У 2010. години у Црној Гори је боравило 314 836 туриста из Републике Србије, који су остварили 1 097 051 ноћења.[16]

### Просвета
Многи држављани Црне Горе, првенствено српске националности, долазе у Србију ради стицања вишег и високог образовања.

### Дипломатски представници
Србија није имала амбасадора у Подгорици до 2008.

#### У Београду и Нишу
- Ана Ражнатовић, отправник послова, 2021. -
- Тарзан Милошевић, амбасадор, 2019. - 2021.
- Бранислав Мићуновић, амбасадор, 2014. - 2019.
- Игор Јововић, амбасадор, 2009. - 2014.
- Анка Војводић, амбасадор, 2006—2008.
- Лазар Мијушковић, посланик, 1913—1915. -У периоду 1914-1915. због избијања Првог светског рата посланство је пребачено у Ниш.
- Јанко Вукотић, књажев и владин изасланик, 1908.

#### У Подгорици
- Небојша Родић,[19] амбасадор, 2023—
- Јелисавета Чолановић, отправница послова, 2022-
- Мићо Роговић, отпр. послова, 2021-2022.
- Оливер Стаменковић, отпр. послова, 2020-2021
- Др Владимир Божовић, амбасадор, 2019-2020
- Проф. др Зоран Бингулац, амбасадор, 2013-2019
- Зоран Лутовац, амбасадор, 2008—2013

#### Код црногорске владе у егзилу
- Тихомир Поповић, отправник послова, 1918.

#### На Цетињу
- Љубомир Михаиловић, посланик, 1915—1916.
- Михаило Гавриловић, посланик, 1911—1914.
- Тодор Петковић, отправник послова (од 1910 акредитован посланик), 1909—1911.
- Јован М. Јовановић Пижон, отпр. послова, 1907—1909.
- Милош Васић, посланик, 1902—1903.
- Василије Антонић, посланик, 1901—1902.
- Александар Машин, посланик, 1898—1899.
- Јеврем Велимировић, заступник, 1897.

## Поређење
|                 | Црна Гора                                   | Србија                                        |
| --------------- | ------------------------------------------- | --------------------------------------------- |
| Становништво    | 620.029                                     | 9.024.734 (са КиМ), 7.243.007 (без КиМ)       |
| Површина        | 13.812                                      | 88.361 km²                                    |
| Главни град     | Подгорица - 150.977 (185.937 шире подручје) | Београд - 1.182.000 (1.659.440 шире подручје) |
| Облик владавине | Парламентарна република                     | Парламентарна република                       |

## Галерија
- Споменик Његошу у Београду
- Споменик Карађорђу у Подгорици
- Кнез Петар Карађорђевић у емиграцији на Цетињу
- Вечерње новости 15. јуна 1896. су писале о састанку књаза Николе и краља Александра у Београду
- У кругу шире родбине: краљ Никола I Петровић и престолонасљедник Александар Карађорђевић 1910.
- Српски и црногорски официри у Ђаковици
- Медова, Братски сусрет генерала Јанка Вукотића и Бојовића